# كونراد شميد
كونراد شميد هو أستاذ جامعي سويسري، ولد في 23 أكتوبر 1965 في زيورخ في سويسرا.